# 田牧一郎
田牧 一郎 （たまき いちろう、1952年12月12日 - ）は、日本の篤農家。農業コンサルタント。株式会社田牧ファームスジャパン代表取締役。創業者。

## 経歴
福島県郡山市出身。米農家の長男に生まれる。中学校卒業後に就農。1974年、カリフォルニア州国府田農場で実習。1年後帰国し郡山市で、大規模コメ栽培を開始。1989年6月、カリフォルニアに移住しコメ作りと精米業を開始。1990年、カリフォルニア産コシヒカリのブランド「田牧米」の発売開始。2011年、ウルグアイに精米会社を設立。2012年、三井物産と合弁の種子会社を設立。2016年7月、茨城県産米輸出推進協議会を設立。11月、茨米（UBARA RICE:ゆめひたち）の輸出を開始。2018年11月28日、株式会社田牧ファームスジャパンを設立。2019年5月27日、福島県楢葉町でドローンによる田植え(品種:天のつぶ)実証試験を実施。

## 論文
- 『田牧一郎のカリフォルニア稲作便り(44)カリフォルニア米販売の課題 』[22]

## 出演番組
- 『NNNドキュメント』『RICE WARS アジアの巨大市場を攻略せよ』（2014年11月24日）
- 『ETV特集』「地球の裏側で“コシヒカリ”が実る」（2012年9月9日）[23][24]。